# Steve Hutchinson
Steve Hutchinson (* 1. November 1977 in Fort Lauderdale, Florida) ist ein US-amerikanischer ehemaliger American-Football-Spieler. Er spielte auf der Position des Offensive Guards bei den Seattle Seahawks, Minnesota Vikings und Tennessee Titans in der National Football League (NFL).

## Karriere

### College-Karriere
Hutchinson spielte in den vier Jahren an der University of Michigan stets in der Startformation, wurde mehrmals ausgezeichnet und war Outland Trophy Finalist. Ihm wurde 2000 die Jim Parker Trophy verliehen, ein Preis für den herausragendsten College-Lineman.
2024 wurde er für seine Leistungen am College in die College Football Hall of Fame aufgenommen.

### NFL-Karriere
Steve Hutchinson wurde 2001 in der ersten Runde der NFL Draft von den Seattle Seahawks verpflichtet. Bei den Seahawks erkämpfte er sich seinen Platz in der Startformation. Zusammen mit Walter Jones galt er als das beste Offensive-Line-Duo der NFL. 2005 wurde er „Free Agent“.
Die Minnesota Vikings verpflichteten Hutchinson 2006 als Verstärkung ihrer Offensive Line. Hutchinson lieferte weiterhin starke Leistungen und spielte bis 2009 in allen Partien für die Vikings in der Startformation. Er nahm von 2003 bis 2009 durchgehend am Pro Bowl teil und wurde 2010 in das National Football League 2000s All-Decade Team berufen.
Am 15. März 2012 unterschrieb Hutchinson einen Dreijahresvertrag bei den Tennessee Titans. Mit seiner Verpflichtung versuchten die Titans Peyton Manning zu einem Wechsel nach Tennessee zu überzeugen. Jedoch entschied er sich letztendlich für die Denver Broncos.
Am 11. März 2013 gab Hutchinson sein Karriereende bekannt.